# Popins
Cette page contient des caractères spéciaux ou non latins. S’ils s’affichent mal (▯, ?, etc.), consultez la page d’aide Unicode.
Popins (ポピンズ) est un duo féminin de J-pop, actif en 1986 et 1987, composé de deux idoles japonaises, Emi Kaneko (金子恵実, née le 26 décembre 1970) et Emiko Haga (芳賀絵己子, née le 14 octobre 1970). Kaneko sort quelques disques en solo dans les années 1990.

## Discographie

### Singles
- 妖精ポピンズ (1986.4.21)
- くちびるH/2 (1986.7.21)
- ホワイト・ランデヴー (1986.10.1)
- 春の街はアドベンチャー (1987.3.21)

### Albums
- Rendez-vous (ランデヴー?) (1986.8.27)

## Liens
- (ja) Fiche sur un site de fan